# Pendomer
Pendomer är en by i civil parish Closworth, i enhetskommunen Somerset, i grevskapet Somerset, i England. Byn är belägen 6 km från Yeovil. Pendomer var en civil parish fram till 1933 när blev den en del av Closworth. Civil parish hade 54 invånare år 1931. Byn nämndes i Domedagsboken (Domesday Book) år 1086, och kallades då Penne/Penna.